# کوشک معتمدی
کوشک معتمدی مربوط به دوره پهلوی اول است و در شهرستان گرمسار، منطقه نه حصار واقع شده و این اثر در تاریخ ۱۹ اسفند ۱۳۸۰ با شمارهٔ ثبت ۴۹۵۲ به‌عنوان یکی از آثار ملی ایران به ثبت رسیده‌است.